# Beilerstraat 31 (Assen)
Het woonhuis aan de Beilerstraat 31 in de Nederlandse stad Assen is een monument.

## Beschrijving
Het huis werd omstreeks 1900 gebouwd aan de Beilerstraat en is van het Asser type, een benaming die in de stad wordt gegeven aan verdiepingsloze woonhuizen met een verhoogde middenpartij. In andere regio's wordt dit type ook wel middenganghuis genoemd. 
Het pand is opgetrokken in baksteen en heeft een met pannen gedekt schilddak. De symmetrische voorgevel is vijf traveeën breed, met een centrale entree en een verhoogde middenpartij, met balkon, over drie traveeën. Boven de vensters is een segmentboog met aanzetstenen geplaatst, op de begane grond voorzien van sluitstenen. 

## Waardering
Het pand is een gemeentelijk monument.